# Power Macintosh 7200

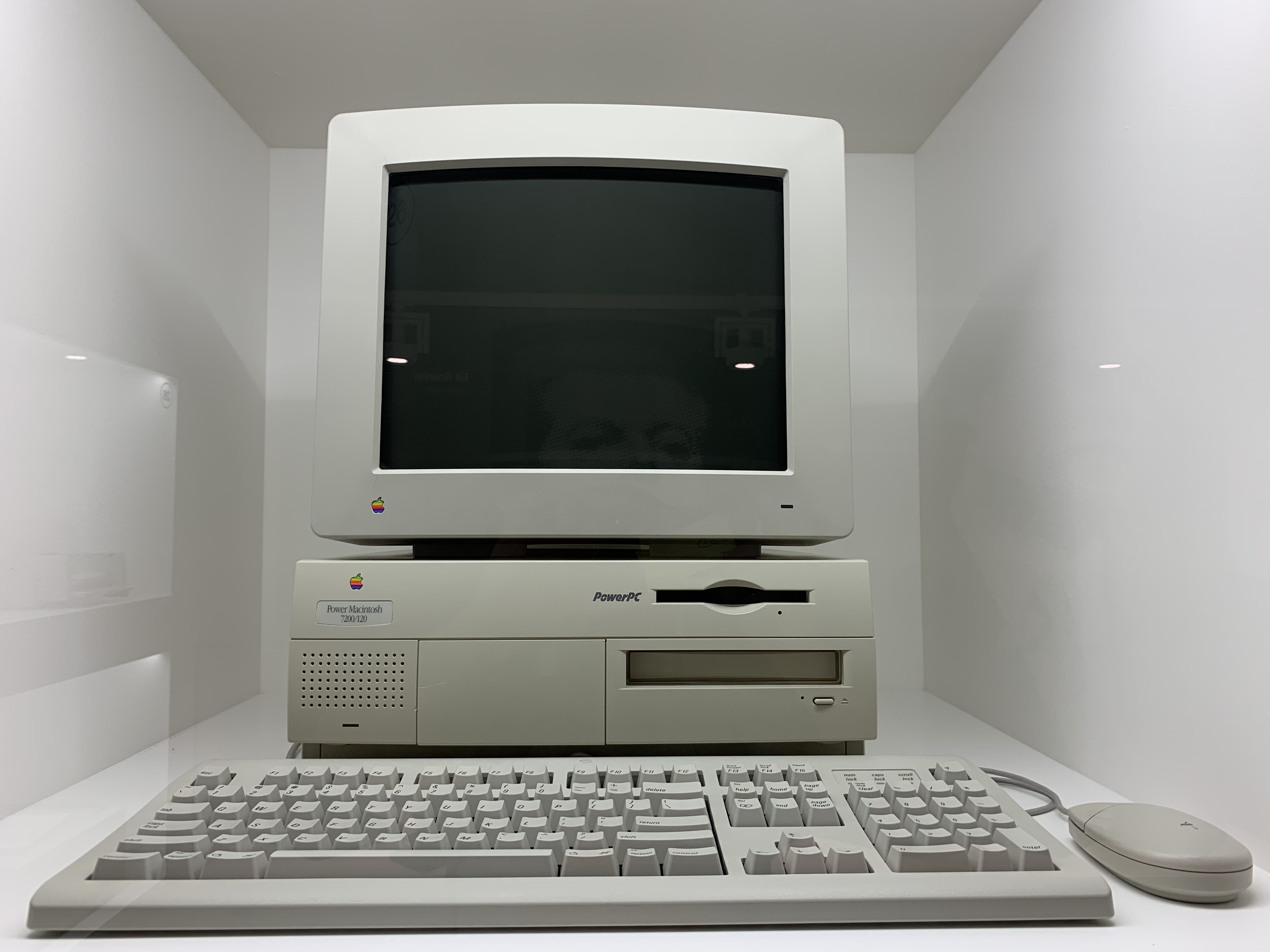
Apple Power Macintosh 7200/120

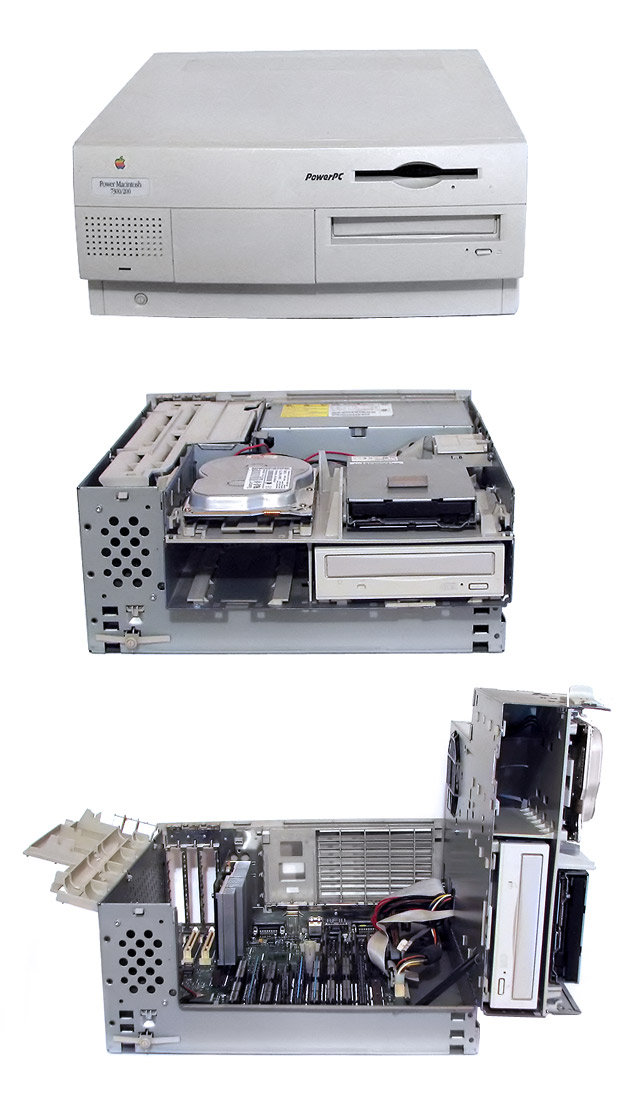
Geöffnetes Gehäuse
(Beispiel: Power Macintosh 7300)

Die Rechnermodelle des Power Macintosh 7200 (Code-Name: „Catalyst“) sind Personal Computer des Unternehmens Apple und gehören zur Power-Macintosh-Serie. Sie wurden als Nachfolger der Vorgänger Power Macintosh 7100/66 (7100/66 AV) und 7100/80 (7100/80 AV) 1995 in Cupertino (USA) vorgestellt. Der 7200/90 wurde in Japan mit den gleichen Systemprofilen als Power Macintosh 7215 verkauft.

## Grundlagen
Die 7200er waren die kleinsten PCI-Rechner von Apple und wurden für rund 2.400–2.700 DM angeboten. Aufgrund des günstigen Preises sowie der technischen Ausstattung lagen die 7200er in der Käufergunst auch vor den aktuellen PowerPC-Performas 5200 und 6200 in den eigenen Reihen. Der Power Macintosh 7200 war als günstige Alternative zu der zeitgleich eingeführten Modellreihe Power Macintosh 7500, welche im gleichen Gehäuse erschienen, vorgesehen. Über diesen beiden Rechnern lagen damals der ebenfalls gleichzeitig erschienene Power Macintosh 8500 und das etwas ältere Spitzenmodell Power Macintosh 9500. Dieser teurere 9500 hatte als erster Mac den Umstieg des Unternehmens Apple von NuBus auf PCI eingeläutet, mit dem 7200, 7500 und 8500 wollte Apple jetzt die für Macintosh-Rechner neue Technik günstiger einem breiteren Markt zugänglich machen. Das Unternehmen musste auf den Markt reagieren, hatte man die Entwicklung zu PCI, das damals bei PCs längst zur Regelausstattung gehörte, eigentlich bereits verpasst.
Als zweite Mac-Generation mit einem auf der Hauptplatine verlöteten PowerPC 601, hatten die 7200er Taktfrequenzen von 75 bis 120 MHz, drei PCI-Steckplätze und vier RAM-Steckplätzen, 1 MB VRAM und drei freie Steckplätzen zu dessen Erweiterung. Der 7200 wurde in den USA nur im Desktop-, in Deutschland auch im Minitowergehäuse ausgeliefert. Die Hauptspeicher-Steckplätze waren 1995 mit zwei Modulen von je 8 MByte ausgestattet, so blieben also noch zwei für weitere DIMMs frei. Obwohl theoretisch die Möglichkeit bestand, bei einer 21-Zoll-Auflösung 16,7 Mio. Farben darzustellen, schaffte der 7200 die größte Auflösung nur mit 16 Bit Farbe. Dies war auf einen Fehler in der Videologik zurückzuführen. Ohne zusätzlich geordertes VRAM konnte die Videologik zumindest 16-Zoll-Monitore mit 32768 Farben ansteuern. Die Bildwiederholungsrate lag immer bei 75 Hz, was damals auf der Höhe der Zeit war.
Da bei den Power Macintoshs 7200 einige QuickDraw-Funktionen der werksseitig eingebauten Grafikkarte gesondert beschleunigt worden waren, bot auch die mitgelieferte Darstellungsmöglichkeiten gute Leistung. Dazu bot der 7200/90 mit seinem Bustakt von 45 MHz deutlich mehr als die damaligen DOS- und Windows-95-Rechner mit ihrem Standardwert von 33 MHz, so dass sich bei diesem Modell die Durchsatzrate nochmals erhöhte.
Die Power Macintoshs 7200 wurden mit dem Betriebssystem MacOS 7.5.2 ausgeliefert.
Gelobt wurde seinerzeit das schnell und problemlos zu öffnende Gehäuse des 7200. Zum Einbau von Steckkarten und zur Aufrüstung des Video- oder Hauptspeichers genügen nun wenige Handgriffe. Im Vergleich zu seinem Vorgänger, dem Power Mac 7100, hatte man noch einen weiteren Platz für ein 3,5-Zoll-Speichermedium in voller Bauhöhe geschaffen.

## Systemprofile
Apple Power Macintosh 7200/75 (Nachfolger des entsprechenden 7100)
- Bauzeit: August 1995 bis März 1996
- Hauptprozessor: Motorola PPC 601
- Massenspeicher: SCSI-Festplatte, CD-ROM-Laufwerk, 3,5″-Laufwerk für 1,44-MB-Disketten, eventuell Zip-Laufwerk (2 × SCSI)
- Level-II-Cache: bis 256 KB
- Busrate: 37,5 MHz
- Taktrate: 75 MHz (mit einem größeren Motorola PPC 601 nachträglich auf 120 MHz erhöhbar)
- Max. Arbeitsspeicher: 512 MB (4 × 168-polige DIMM-Speicherbänke)
- ROM-Größe: 4 MB
- Grafikspeicher: 1024 KB, ausbaubar bis 4 MB
- Grafikauflösung: ja nach Speicherausbau
- Ton: 16-Bit-Stereosystem

Apple Power Macintosh 7200/90 (Nachfolger des entsprechenden 7100)
- Bauzeit: August 1995 bis Mai 1996
- Hauptprozessor: Motorola PPC 601
- Massenspeicher: SCSI-Festplatte, CD-ROM-Laufwerk, 3,5″-Laufwerk für 1,44-MB-Disketten, eventuell Zip-Laufwerk (2 × SCSI)
- Level-II-Cache: bis 256 KB
- Busrate: 45 MHz
- Taktrate: 90 MHz
- Max. Arbeitsspeicher: 512 MB (4× 168-polige DIMM-Speicherbänke)
- ROM-Größe: 4 MB
- Grafikspeicher: 1024 KB, ausbaubar durch drei DIMM-Speicherbänke
- Grafikauflösung: ja nach Speicherausbau
- Ton: 16-Bit-Stereosystem